# ماكس باري
ماكس باري (بالإنجليزية: Max Barry)‏‏ (18 مارس 1973 في أستراليا - ) كاتب، وروائي، ومؤلف، ومنتج أفلام، وكاتب خيال علمي من أستراليا.

## الجوائز
- جائزة أوريلس لأفضل رواية خيال علمي  [لغات أخرى]‏

## روابط خارجية
- ماكس باري على موقع IMDb (الإنجليزية)
- ماكس باري على موقع ديسكوغز (الإنجليزية)
- ماكس باري على موقع قاعدة بيانات الفيلم (الإنجليزية)